# Maria Nikitichna Tsukanova
Mariya Tsukanova (tiếng Nga: Мария Цуканова; 14 tháng 9 năm 1924 - 14 tháng 8 năm 1945) là nhân viên y tế thuộc Tiểu đoàn Bộ binh Hải quân Vệ binh Độc lập 355 của Hạm đội Thái Bình Dương trong Thế chiến II. Sau khi bà hy sinh vào tháng 8 năm 1945, bà được phong tặng danh hiệu Anh hùng Liên Xô vào ngày 14 tháng 9 năm 1945, trở thành người phụ nữ duy nhất trong chiến tranh Xô - Nhật được trao danh hiệu này.

## Thuở nhỏ
Tsukanova sinh ngày 14 tháng 9 năm 1924 trong một gia đình nông dân Nga ở quận Omsk, Cộng hòa Xã hội chủ nghĩa Xô viết Liên bang Nga. Cha qua đời vài tháng trước khi bà được sinh ra và mẹ là một giáo viên. Mẹ bà tái hôn năm năm sau trước khi gia đình chuyển đến Khakassia. Cả mẹ và cha dượng của bà đều tích cực tham gia vào giáo dục bà. Sau khi hoàn thành việc học tại trường tiểu học ở Tashtyp, Tsukanova vào học trung học nhưng rời đi vào năm 1941 sau khi Đức xâm chiếm Liên Xô trước khi hoàn thành giáo dục của mình để làm việc như một nhà điều hành điện thoại sau khi anh trai và cha dượng của bà đi tòng quân; anh trai của bà đã hy sinh, sau đó bà gửi một yêu cầu để phục vụ trong trung đoàn anh trai bà từng chiến đấu nhưng đã bị từ chối. Bắt đầu từ tháng 12 năm 1941, bà làm y tá ở bệnh viện Rostov. Khi gia đình bà chưa được chuyển đến Irkutsk, bà tìm thấy việc tại một cơ sở sản xuất máy bay bắt đầu từ tháng 2 trong khi tham gia các khóa học y tế ngoài việc gia nhập Komsomol.

## Sự nghiệp quân sự
Vào tháng 4, Tsukanova lại gửi đơn xin gia nhập mặt trận phía Đông, nhưng sau khi thành lập đội hải quân của phụ nữ trong hạm đội Thái Bình Dương vào tháng 5 theo nghị định của Ủy ban Quốc phòng, bà đã được cử đến Thái Bình Dương để chiến đấu trong cuộc chiến tranh Xô-Nhật như một người báo hiệu của Tiểu đoàn Pháo binh 51. Sau đó, bà được cử đến Tiểu đoàn Pháo binh 100 và 419 với nhiệm vụ đo tầm xa. Năm 1944, bà được đào tạo thêm tại Bệnh viện Hải quân số 8 ở Vladivostok, và sau khi hoàn thành khóa đào tạo, bà tham gia vào bộ phận y tế trong Tiểu đoàn Bộ binh Hải quân Vệ binh Độc lập 355. Tiểu đoàn chiến trận nặng nề sau khi bắt đầu cuộc chiến tranh Xô-Nhật; vài ngày sau khi Liên Xô xâm chiếm Mãn Châu quốc, bà là một phần của nhóm kiểm soát cảng Seysin (ngày nay là Chongjin, Triều Tiên). Sau khi hạ cánh, bà liên tục chăm sóc y tế cho những người bị thương, mang binh sĩ bị thương cùng vũ khí của họ đến nơi trú ẩn. Trong suốt gần hai ngày nỗ lực, bà đã cứu mạng sống của khoảng 52 lính nhảy dù của Liên Xô. Sau khi chân bà bị thương trên chiến trường, bà đã băng lại nhưng không rút lui. Sau khi chạy qua chiến trường hướng tới một nhóm binh sĩ được bao quanh bởi quân Nhật, bắn vào các quân địch bằng súng máy, bà đã cố gắng thiết lập một vị trí phòng thủ để chờ quân tiếp viện để bà có thể di tản những người bị thương, nhưng bà đã bị quân Nhật bắt giữ sau khi bà bất tỉnh. Nhằm tìm kiếm thông tin về các hoạt động quân sự, binh lính Nhật đã tra tấn tàn bạo Tsukanova, đã khoét mắt và cắt bằng dao trước khi chôn vùi cơ thể bị cắt xén.

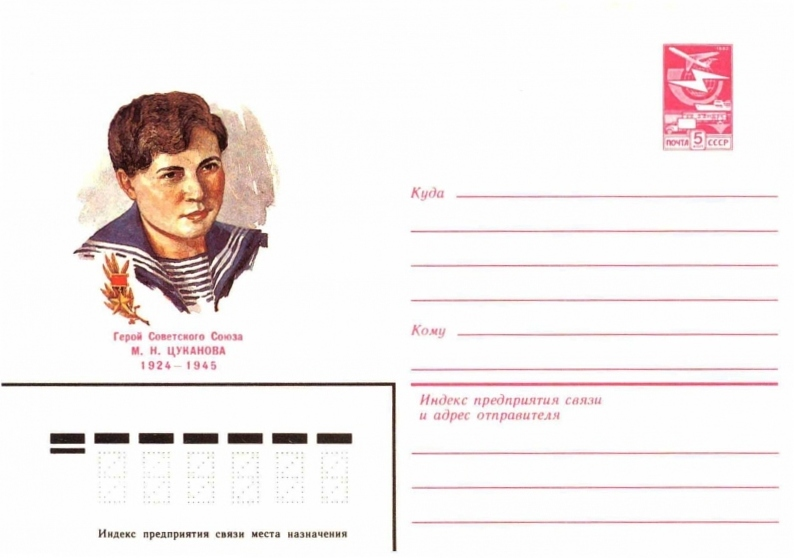
Phong bì Liên Xô năm 1983 gồm có hình Tsukanova.

## Vinh danh
Maria Nikitichna Tsukanova đã được trao tặng danh hiệu Anh hùng Liên Xô theo nghị định của Xô viết Tối cao Liên Xô, trở thành người phụ nữ đầu tiên (và duy nhất) chiến đấu trong cuộc chiến tranh Xô-Nhật nhận danh hiệu này; một đài tưởng niệm những người lính Xô Viết đã chết trong cuộc chiến tranh Xô Viết-Nhật Bản được xây dựng trên ngôi mộ tập thể nơi bà được chôn cất với một bức tượng bán thân đi kèm. Thành phố Vladivostok nơi bà nghiên cứu y học trong vài tháng và thành phố Fokino cũng có những bức tượng bà. Năm 1983, phong bì Liên Xô phát hành phong bì chân dung của bà (ảnh). Các đường phố ở Abakan, Barnaul, Fokino, Irkutsk, Krasnoyarsk và Omsk, tên của bà được đặt cho một trường học và thuyền đánh cá. Mảng tưởng niệm ở Irkutsk trên đường Lenin liệt kê tên của bà với những người anh hùng khác của Liên Xô đã sống trong thành phố cũng như nhiều đài tưởng niệm khác bao gồm đài tưởng niệm Vladivostok về Anh hùng Liên Xô đã chiến đấu trong cuộc chiến Thái Bình Dương.